# Fouta

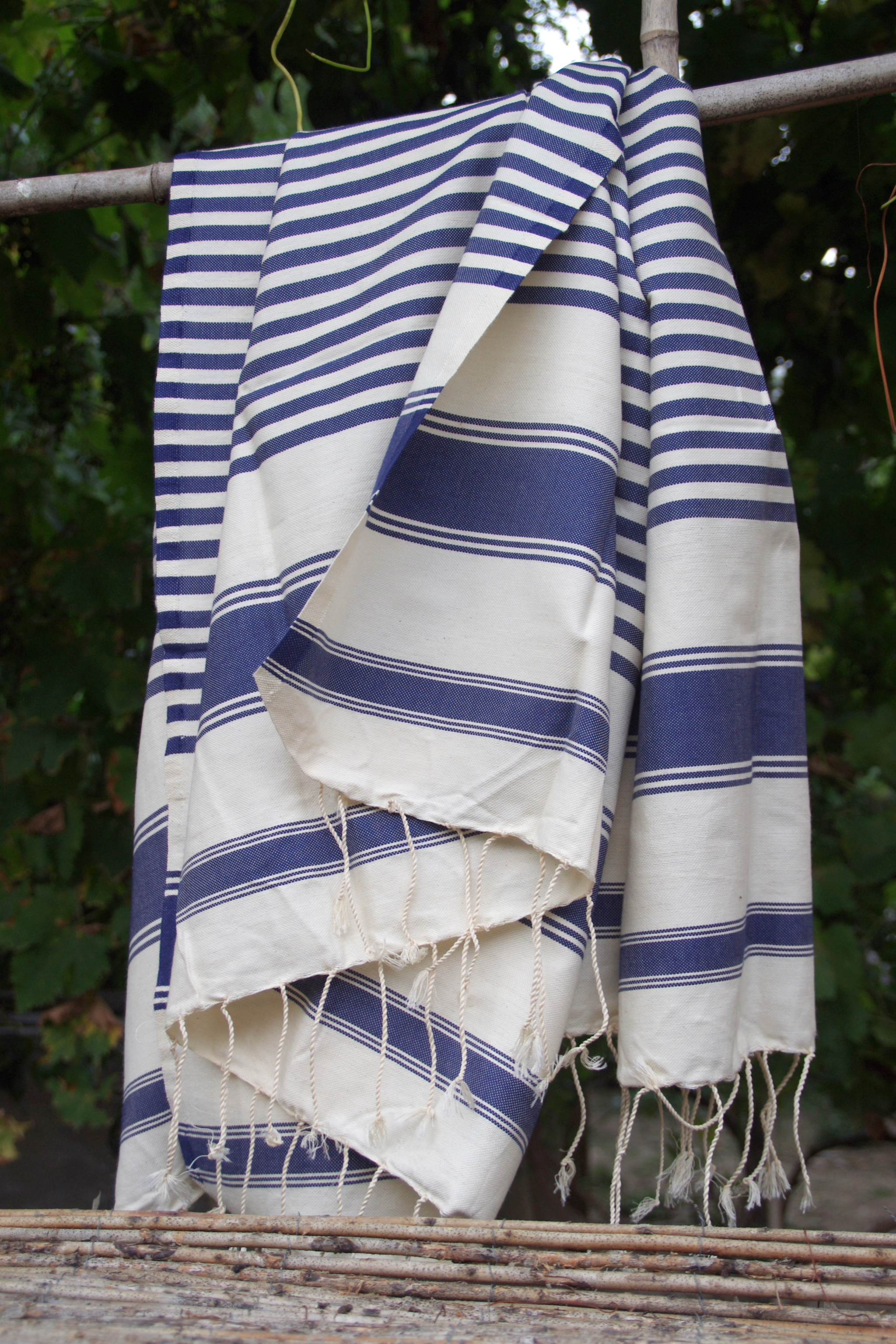
Fouta tunisino

La fouta (anche futa) è un pezzo di sottile tessuto di cotone o lino utilizzato in molti paesi del Mediterraneo e nello Yemen, originario della Tunisia. Il suo utilizzo originale era quello di telo asciugamano nei bagni turchi, sia per gli uomini che per le donne. In Algeria, le donne conservatrici indossavano la fouta drappeggiata sopra il loro abito sarouel . Allo stesso modo, in alcune parti dell'Arabia Saudita meridionale, gli uomini indossano il fouta come perizoma sotto le loro toghe thawb, o semplicemente da soli mentre si rilassano a casa. I fouta sono oggi ampiamente utilizzati nel mondo occidentale come teli da bagno turchi (asciugamani hammam) o teli da mare.
Essendo stati creati appositamente per gli hammam pubblici, le caratteristiche tecniche delle fouta permettono a questi teli di asciugarsi velocemente e di resistere al sole e a numerosi lavaggi.